# Ottersbøl
Ottersbøl ist eine Siedlung in der Tønder Kommune in der Region Syddanmark in Dänemark. Der Ort liegt zwei Kilometer südlich von Skærbæk.

## Geschichte
Im 19. Jahrhundert war das Dorf vor allem durch den Gutshof Ottersbøl Domænegård geprägt, der im Besitz verschiedener dänischer Eigentümer war. 1896 wurde der Hof von der Pastor Jacobsens Kreditbank in Skærbæk übernommen. Als die Bank in finanzielle Schwierigkeiten geriet, ging der Besitz an den preußischen Staat über, der den Hof in einen Domänenhof umwandelte. 1901 brannte das Hofgebäude nieder, wurde aber in preußischem Baustil wiederaufgebaut.
Ursprünglich umfasste der Hof 31 Hektar, nach weiteren Landkäufen zwischen 1903 und 1908 wuchs die Fläche auf 82 Hektar. Nach der Wiedervereinigung Nordschleswigs mit Dänemark im Jahr 1920 kam der Hof in dänischen Staatsbesitz und wurde ab 1922 an dänisch gesinnte Pächter vergeben. 1930 erfolgte die Privatisierung des Hofes.
Während des Zweiten Weltkriegs waren zeitweise etwa 60 italienische Kriegsgefangene auf dem Hof untergebracht. Sie lebten unter einfachen Bedingungen im Schweinestall.

## Geographie
Ottersbøl ist landwirtschaftlich geprägt und liegt in der Nähe des Nationalparks Wattenmeer. Die Umgebung ist flach und von Feldern und kleinen Wäldern geprägt.

## Infrastruktur
Ottersbøl besteht aus wenigen Bauernhöfen und Häusern. Für die Versorgung und öffentliche Einrichtungen ist Skærbæk zuständig. Der Ort hat eine Bushaltestelle, an der Schul- und Regionalbusse nach Skærbæk verkehren.